# Empis pteropoda
Empis pteropoda är en tvåvingeart som beskrevs av Johann Egger 1860.
Empis pteropoda ingår i släktet Empis och familjen dansflugor. Inga underarter finns listade i Catalogue of Life.